# ベッリンツォーナ
ベッリンツォーナ(Bellinzona)は、スイス南部のティチーノ州の基礎自治体（コムーネ） で同州の州都。イタリア語圏。フランス語ではベリンゾン（Bellinzone）と表記される。
旧市街にある3つの城は「ベッリンツォーナ旧市街の3つの城と防壁・城壁群」の名で、世界遺産に登録されている。

## 地理
街はティチーノ川の東岸のアルプス山脈の麓に位置している。川の谷間に沿って街は広がっており、周囲はサン・ゴッタルド山地に囲まれている。

## 歴史

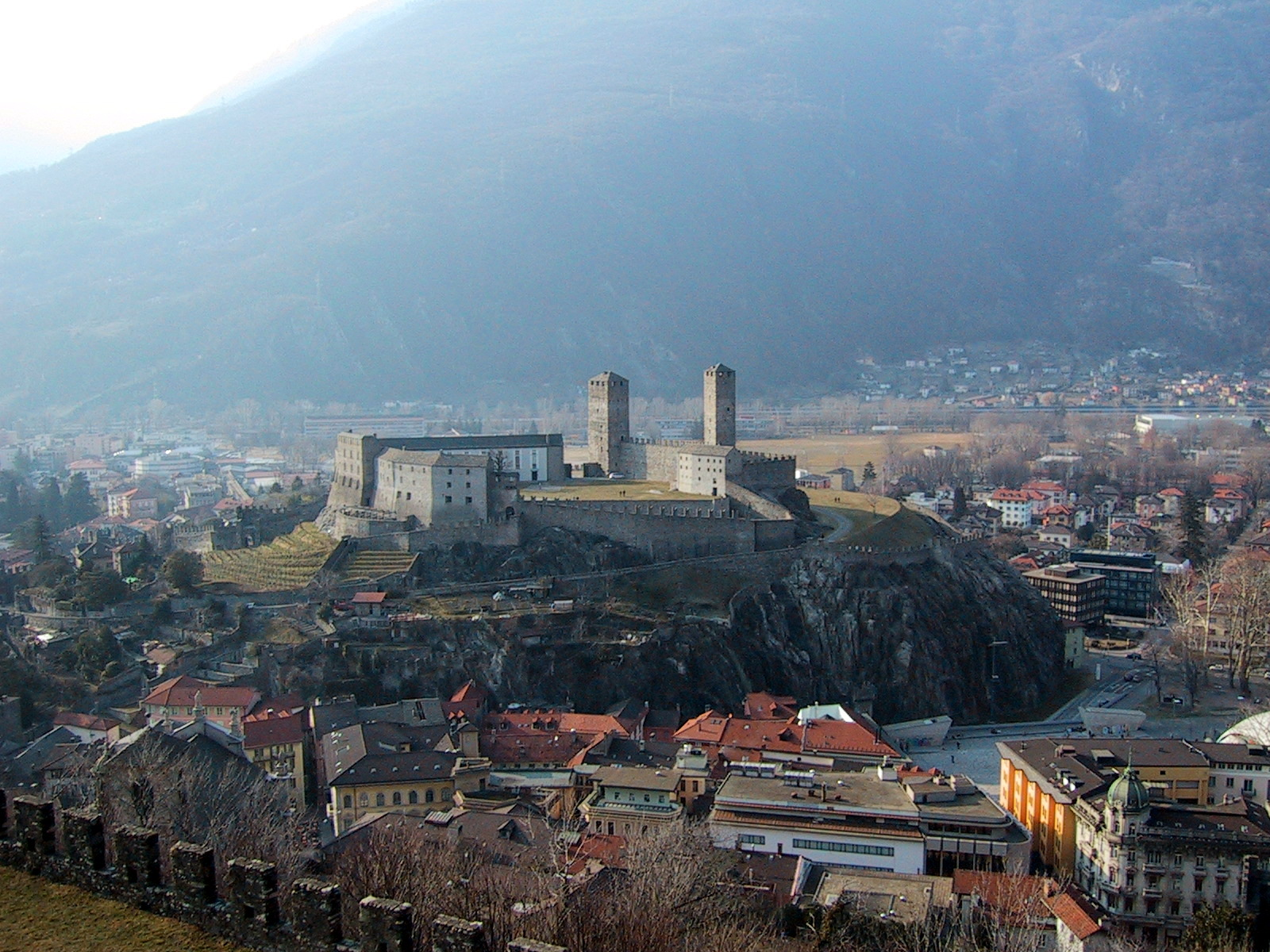
ベッリンツォーナの城

774年頃、後にフランク王国となるフランスの王国がベッリンツォーナを含むティチーノ谷を支配下においた。約200年後、神聖ローマ帝国のオットー3世が、ローマ帝国の栄光を取り戻そうとし、イタリアに領土を拡張する意図で、ルクマニア峠（Lukmanier Pass) とサン・ベルナール峠 (San Bernardino Pass) を開いた。街はミラノから取り上げられ、オットー王朝を支えたコモ司教に与えられた。
1218年の中世の書簡において、街は"Bilizione"として記述されている。

## スポーツ
国内リーグの1部に相当するスーパーリーグに所属するACベリンツォーナは、市内に本拠地を持つ。

## 出身人物
- レナート・ベルタ：撮影監督
- フランコ・チェザリーニ：作曲家・指揮者・フルート奏者